# Che Sha
Che Sha (</img> , </img> ) es una letra del alfabeto cirílico. Es una ligadura de las letras cirílicas Che (Ч) y Sha (Ш). Solo fue utilizada en el alfabeto udmurto de 1895 por Grigoriy Vereshchagin.  Se utiliza Щ para representarla en el alfabeto cirilíco actual.